# 니콜로 트론

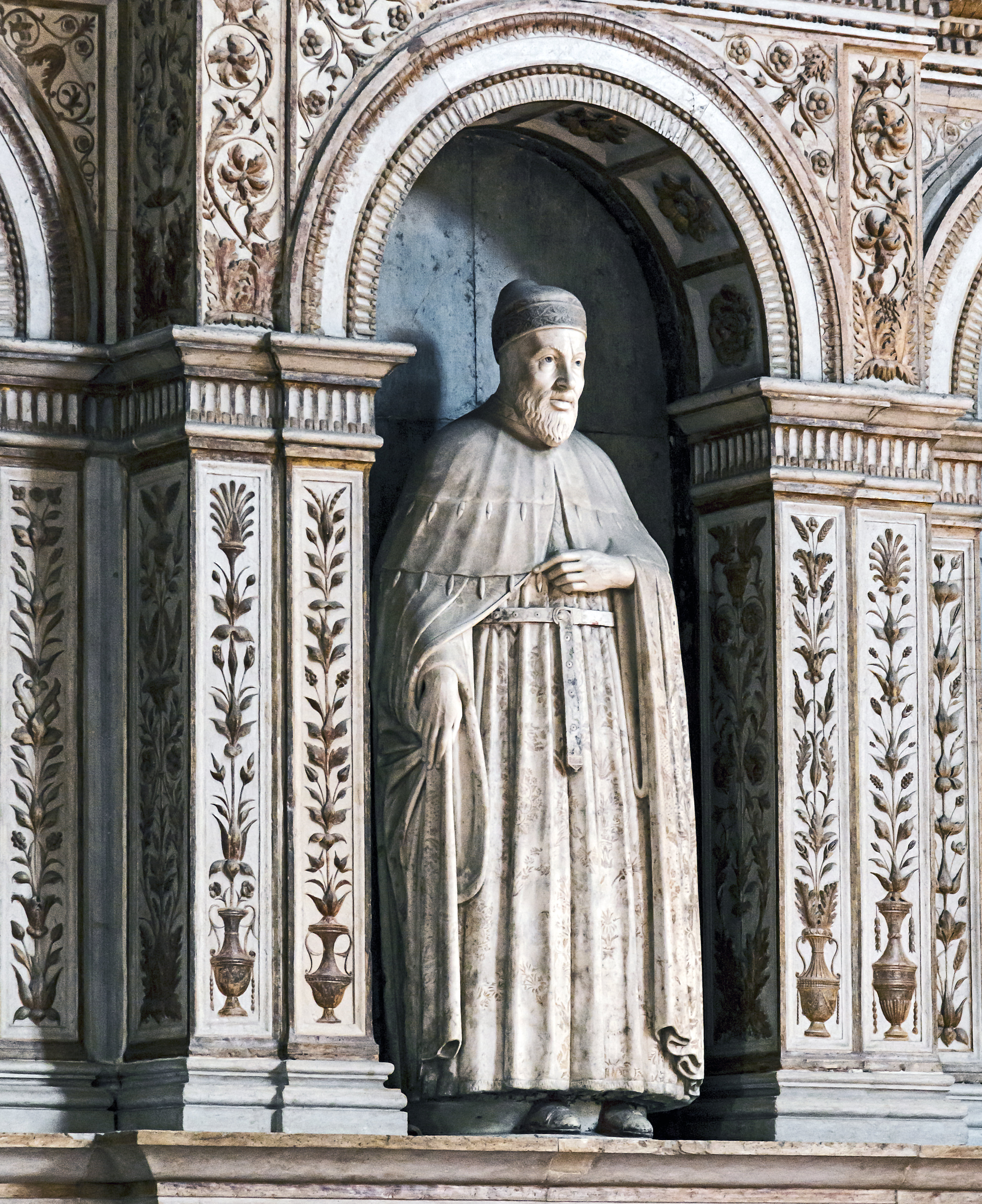
니콜로 트론

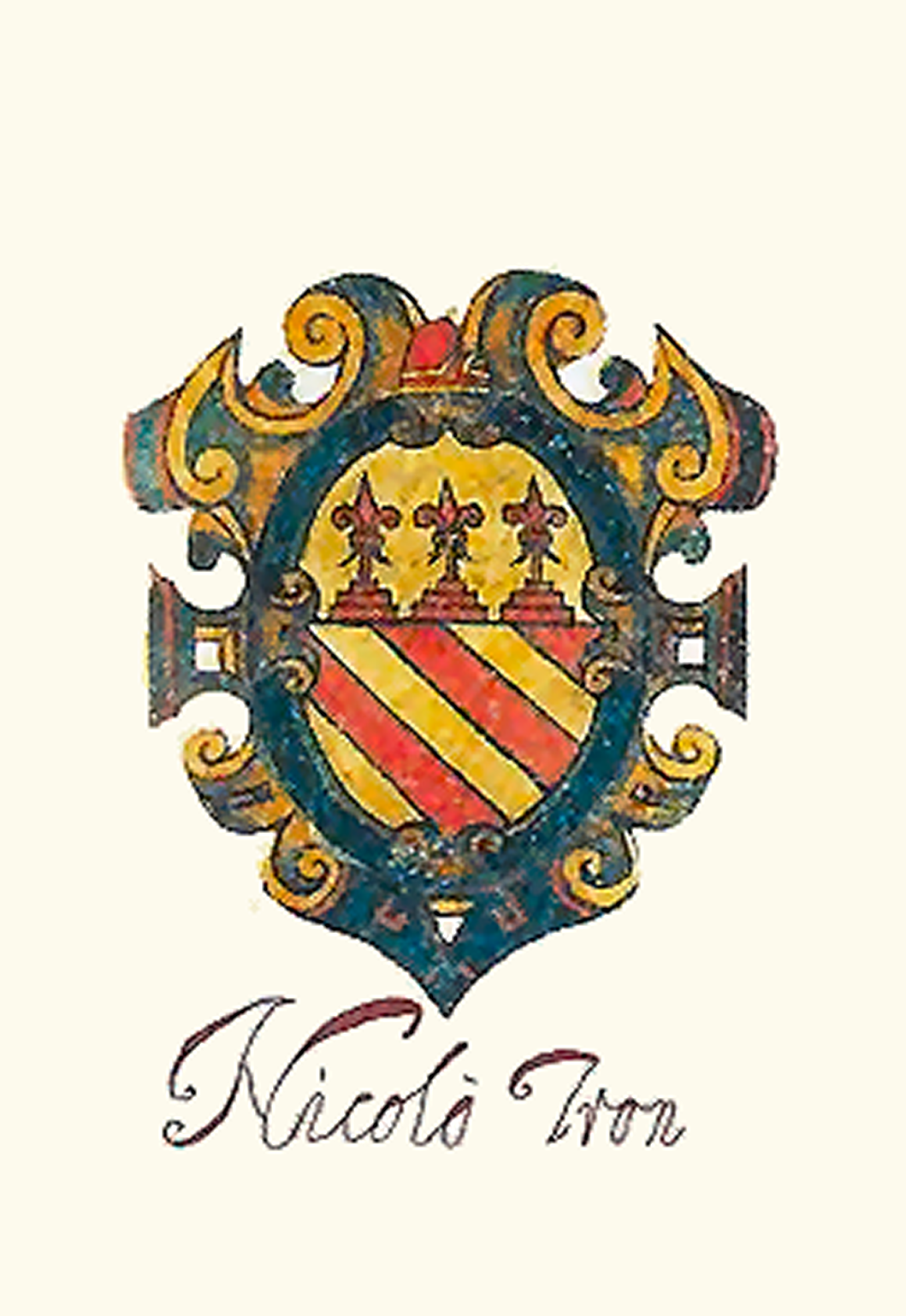
니콜로 트론의 문장

니콜로 트론(Nicolò Tron, 1399년 – 1473년)은 1471년부터 1473년까지 국정을 잡았던 68대 베네치아 공화국의 도제이다.

## 생애

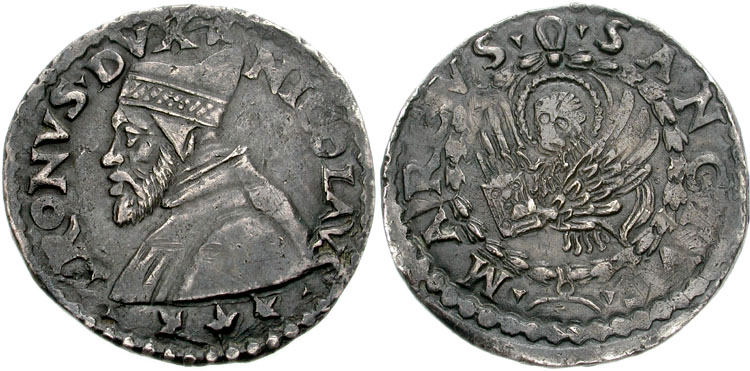
트론의 주화, 뒷면과 앞면.

트론은 잠깐의 상인으로서 생활을 산 후 부유해졌고, 이후 그는 베네치아의 여러 공직 자리를 수행했다. 그는 베네치아 해군의 콘실리에레(consigliere, 고문]]이자 교황 비오 2세에게 베네치아 대사였다. 트론 가끔 데아 트론(Dea Tron) 또는 데아 모로(Dea Moro)라고도 알려진 알리오데아 모로시니(Aliodea Morosini)와 혼인했다.

## 도제
1471년의 도제 선출에서 트론은 이후의 후임자들인 피에트로 모체니고와 안드레아 벤드라민을 상대로 승리를 거뒀다. 그의 재임 시기 베네치아는 키프로스를 합병하였고 페르시아의 황제 우준 하산 베그와의 동맹 형성으로 튀르크와의 잦은 분쟁이 줄어들었다. 그의 뛰어난 정치력은 그의 통치 시기 동안 베네치아를 자유의 시기를 즐기게 끔 하였다. 하지만 그의 정치는 군사력을 높이는 것이어서 베네치아의 공채는 급속도로 늘어났다.
트론은 베네치아의 통화 제도를 개혁하였다. 그는 트론(Tron)이라 불리는 새로운 주화를 도입했고, 주화 양면에는 베네치아 공화국에 개인 숭배를 연상시키던 어느 것들도 거부하던 베네치아의 관습에 반대되는, 고대의 주화에 쓰였던 거처럼 도제의 옆 모습을 새겼다. 그가 사망 후 그의 옆 모습은 유통 중에 제거되었다.

## 무덤

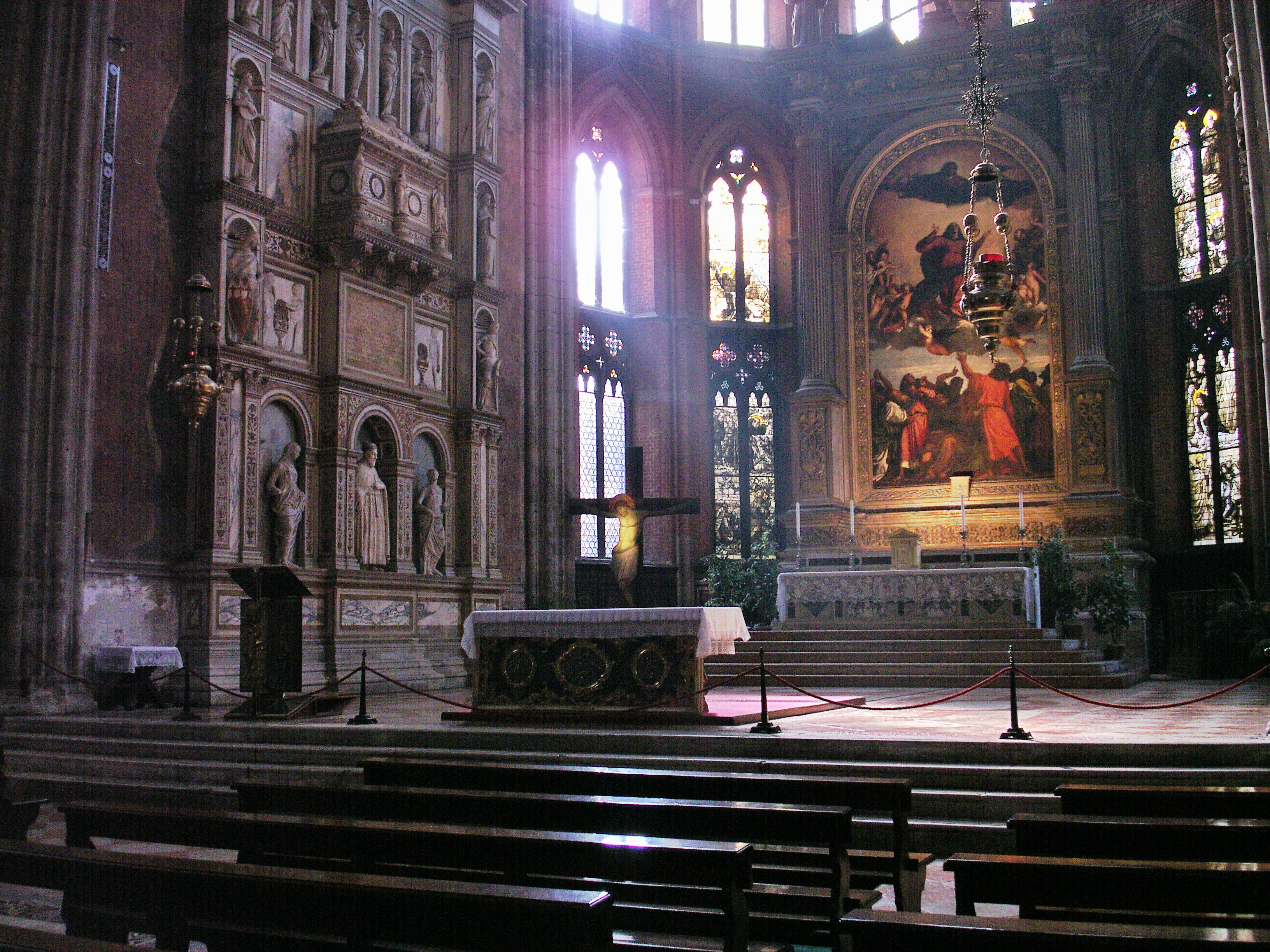
무덤

트론의 무덤은 그의 아들 필리포 트론가 의뢰하여 산타 마리아 글로리오사 데이 프라리 성당에 지어졌다. 무덤의 디자인과 건설은 두칼레 궁전의 건축가 안토니오 리초가 기여했다. 기념비에 적힌 글에 따르면, 무덤은 튀르크와 치렀던 트론 시기의 전쟁 노획물에서 자금을 댓다고 한다.